# Катастрофа АПЛ «Курск»
Катастрофа атомной подводной лодки К-141 «Курск» произошла в субботу 12 августа 2000 года в Баренцевом море во время учений. В результате начавшейся ещё на берегу последовательности нарушений в процедурах обращения с торпедой 65-76А в первом отсеке произошёл взрыв кислородно-керосиновой смеси и возник пожар, что привело к выходу из строя экипажа первых трёх отсеков, включая главный командный пункт. Неуправляемая лодка пошла ко дну, и удар об него привёл ко взрыву торпедного боезапаса лодки. Все 118 человек, находившиеся на борту, погибли.

## Происшествие

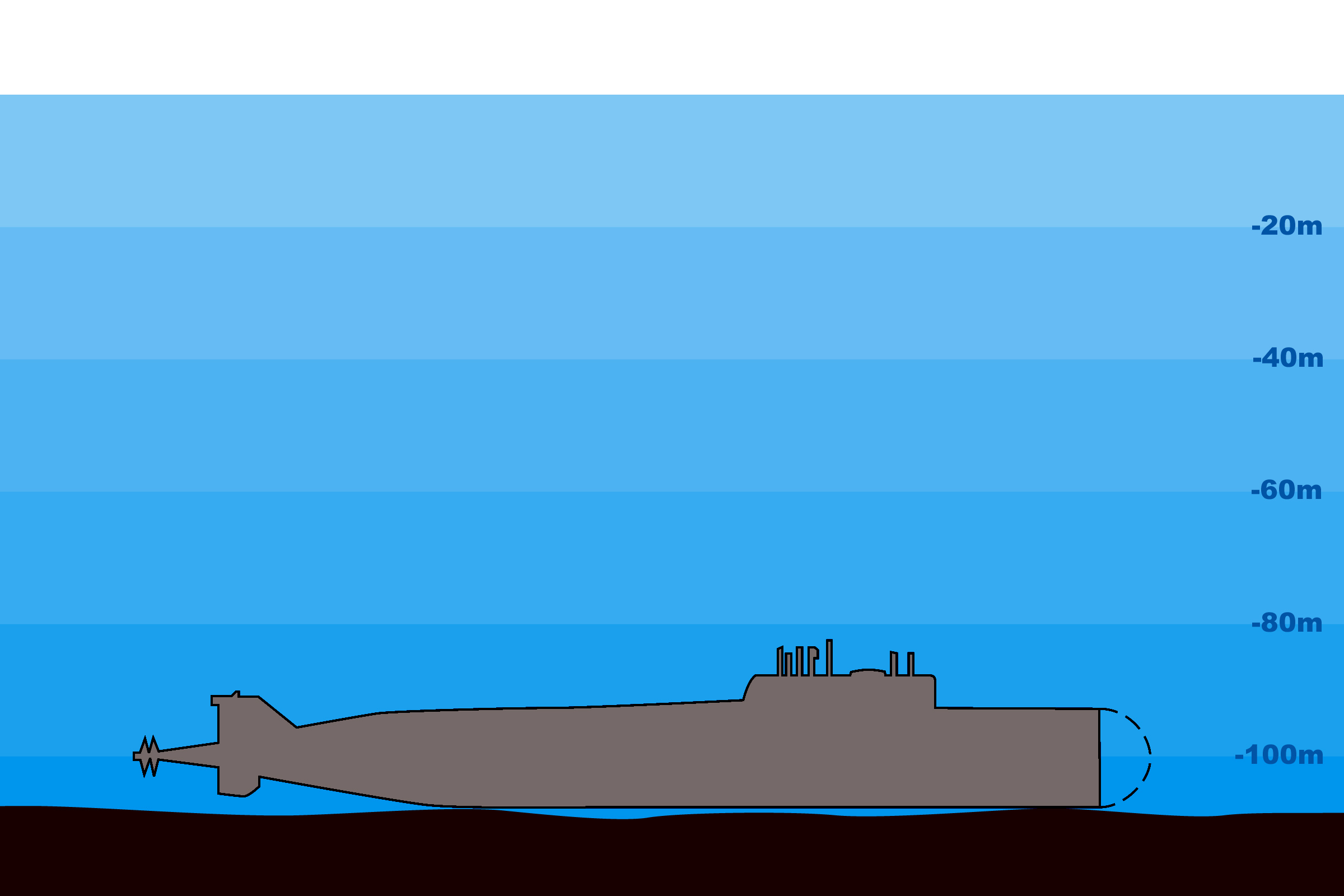
Схематичное положение «Курска» на глубине 108 метров

10 августа 2000 года, согласно плану учений Северного флота, «Курск» вышел в море для выполнения учебно-боевого задания недалеко от Кольского залива. Необходимо было произвести пуск крылатой ракеты и учебную торпедную стрельбу по отряду боевых кораблей (ОБК). На борту лодки были 24 крылатые ракеты П-700 «Гранит» и 24 торпеды. Командовал кораблём капитан 1-го ранга Геннадий Лячин, старший на борту — начальник штаба 7-й ДиПЛ капитан 1-го ранга Владимир Тихонович Багрянцев. Утром 12 августа крейсер должен был условно атаковать крылатой ракетой «Гранит» эскадру во главе с тяжёлым авианесущим крейсером «Адмирал Кузнецов» и флагманом флота атомным крейсером «Пётр Великий».
«Курск» должен был в 9:40 начать подготовку, а с 11:40 до 13:40 осуществить учебную атаку авианесущей группы кораблей. Последние записи в журналах «Курска» отмечены 11 часами 15 минутами.
В 11:28 гидроакустик на крейсере «Пётр Великий» зафиксировал взрыв, после чего корабль ощутимо тряхнуло. Командир «Петра Великого», капитан 1-го ранга Владимир Касатонов, выслушав доклад о взрыве, не придал ему значения. Командующий Северным флотом Вячеслав Попов, также находившийся на крейсере, поинтересовался, что произошло. Ему ответили: «включилась антенна радиолокационной станции».
Наблюдатели в назначенное время торпедных атак не обнаружили. На командном пункте надводников всплытия атомохода не видели, доклада на УКВ по результатам выполнения учебно-боевого упражнения не получали. В 14:50 корабли и вертолёты из состава ОБК по приказанию КП флота осмотрели район возможного нахождения и всплытия АПРК «Курск». «Курск» не вышел на связь в установленное время — 17:30. О катастрофе «Курска» военному руководству стало известно вечером, когда в 23:00 командир подлодки повторно не вышел на связь. В 23:30 АПЛ «Курск» в соответствии с требованиями нормативных документов была объявлена «аварийной».
Утром следующего дня, 13 августа, на поиски пропавшей подлодки отправилась группа кораблей во главе с Вячеславом Поповым. В 04:51 «Курск» был обнаружен гидроакустической аппаратурой крейсера «Пётр Великий» лежащим на грунте на глубине 108 метров. По другим данным глубина составила 110 метров.
Внешний осмотр с помощью специальных средств показал сильные разрушения прочного и лёгкого корпусов в носовой части лодки, включающие в себя сквозную пробоину верхней части прочного корпуса площадью в несколько квадратных метров. Характер повреждений однозначно указывал на их происхождение от внутреннего взрыва боезапаса (возможно, частичного) в первом отсеке. Согласно предоставленным НАТО выводам анализа гидроакустических сигналов, зафиксированных норвежской станцией ARCES, имели место два подводных взрыва с интервалом 2 минуты 14 секунд, причём мощность второго (5 тонн ТЭ на глубине 100 м) была в 50 раз сильнее первого. Было установлено, что выдвижные антенные мачты и перископ АПЛ в момент катастрофы были подняты — следовательно, в момент первого взрыва лодка двигалась на глубине около 30 м. Второй взрыв произошёл в условиях контакта лодки с дном примерно в 70 метрах от места первого взрыва.

## Спасательные работы
Британские и норвежские флоты предлагали помощь, однако Россия вначале отказалась от всякой помощи. Все 118 моряков и офицеров на борту Курска погибли. Российское адмиралтейство изначально сообщило общественности, что большинство членов экипажа погибло в течение нескольких минут после взрыва, но 21 августа норвежские и российские водолазы обнаружили 24 тела в девятом отсеке, турбинном зале на корме лодки. Капитан-лейтенант Дмитрий Колесников написал записку с именами 23 матросов, в течение какого-то времени остававшихся живыми в 9-м отсеке.
Ольга! Я тебя люблю, не переживай сильно. Г.В. привет. Моим привет.
12.08.2000г 15.15
Здесь темно писать, но наощупь попробую.
Шансов похоже нет, %-10-20
Будем надеяться, что хоть кто-нибудь прочитает
Здесь список л/с отсеков, которые находятся в 9-м, и будут пытаться выйти.
Всем привет, отчаиваться не надо.

Колесников.
Спасательные работы велись силами Северного флота и проходили в период с 13 по 24 августа, но оказались безуспешными. Применялись подводные аппараты (автономные станции) АС-15, АС-32, АС-34 и АС-36. Пресс-служба Главного штаба ВМФ объясняла неудачи сильным подводным течением, низкой прозрачностью воды, волнением моря и большим креном «Курска» — примерно 60 градусов. Однако капитан 3-го ранга Андрей Шолохов, трижды погружавшийся на глубоководном аппарате «Приз», утверждал, что скорость подводного течения не более 0,7 узла, видимость допустима для спасательных работ и никакого крена нет. На сайте MilitaryRussia.ru приведён следующий доклад, поступивший с глубоководного аппарата АС-15 15 августа в 11:00 во время спасательной операции: «Обнаружил ПЛ К-141. Подводная лодка лежит на курсе 285 градусов, дифферент — 0 градусов, крен 5-10 градусов на правый борт. Кормовые отсеки за рубкой целые. В носу разорван лёгкий корпус. Из корпуса сверху торчат трубопроводы. Рядом с ПЛ на грунте рассыпан балласт и баллоны ВВД. В районе носа кратковременно травился воздух. Признаков жизни нет. Никаких сигналов не обнаружено. Видимость 3 метра. Сильное придонное течение 1,2-1,4 узла. Общий объём повреждений корпуса в носу 20-30 % от общей площади верхней полусферы». По официальной версии, все попытки присоса к комингс-площадке лодки оказались неудачными, поскольку треснуло металлическое кольцо шлюза.
Только 20 августа к работам допустили норвежское судно «Seaway Eagle», водолазы которого смогли вскрыть кормовой аварийно-спасательный люк АПЛ на следующий день.
В операции по подъёму тел подводников и секретных документов затонувшего атомохода «Курск» участвовали 6 российских и 6 норвежских водолазов. Норвежские водолазы сделали технологические вырезы в лёгком и прочном корпусах в районе 8-го, 3-го и 4-го отсеков. Затем внутри «Курска» для подъёма тел погибших и секретных документов работали российские водолазы, прошедшие подготовку в составе 328-го экспедиционного аварийно-спасательного отряда ВМФ на аналогичной «Курску» К-266 «Орёл».
Супруга академика Ф. Митенкова (стоявший на «Курске» ядерный реактор был его разработкой) свидетельствовала, что, по выводу многочисленных экспертных комиссий, силовая установка не дала утечки радиации.

## Реакция

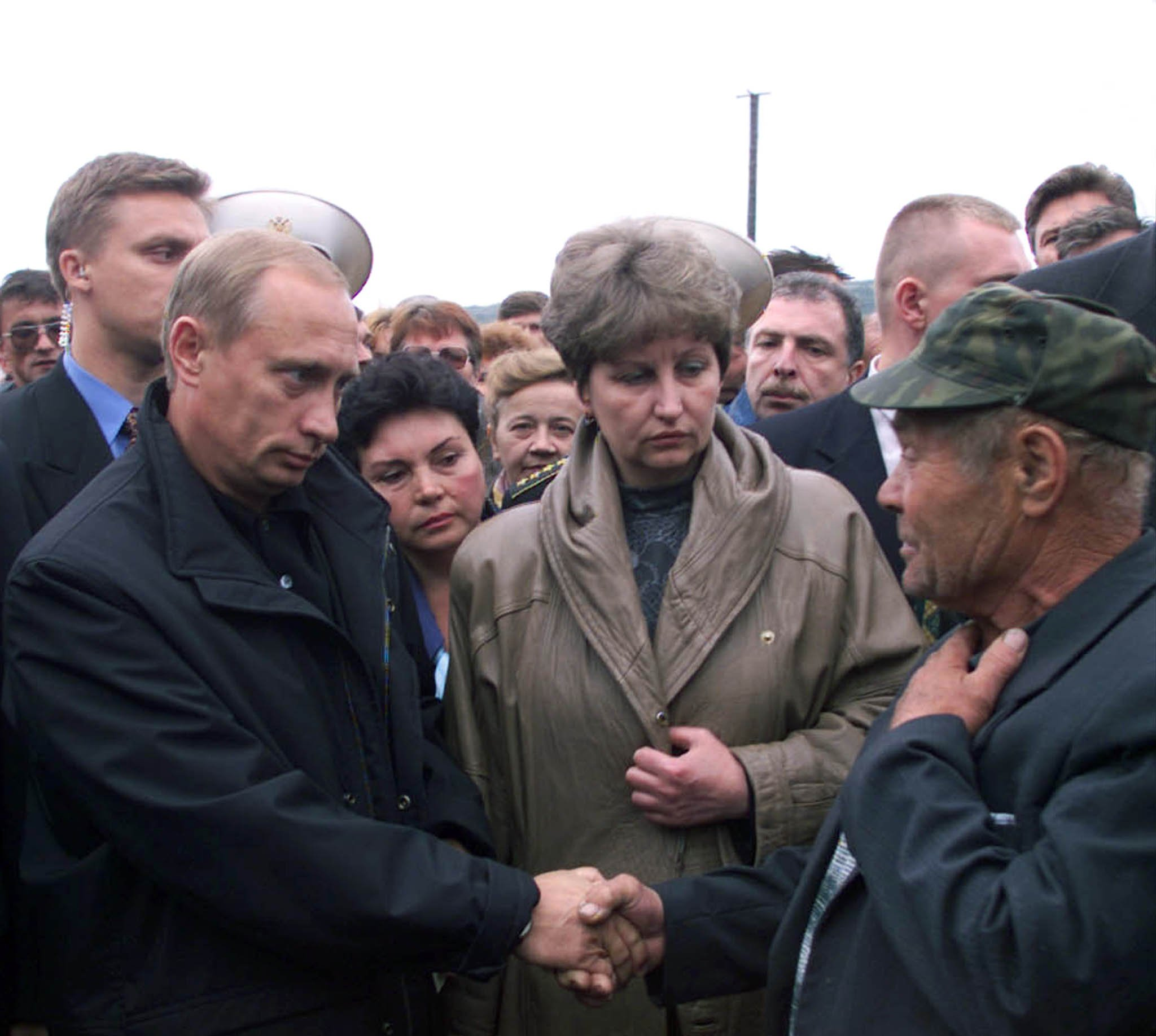
В. Путин на встрече с родственниками погибших в Видяеве. 22 августа 2000 года

### Российские власти
Ответственные лица сообщали населению через средства массовой информации, что с подлодкой установлена связь. Позднее уточняли, что есть акустический контакт с экипажем.
12 августа 2000 года — в день, когда затонул «Курск», — Путин уехал в отпуск в Сочи. О катастрофе президенту сообщили на следующий день, а общественности — только 14 августа. Путин не прервал своего отпуска до 18 августа. 18 августа Путин объяснял, что сразу хотел поехать к месту аварии, но удержался: «Прибытие в район бедствия неспециалистов, чиновников высокого ранга не помогает, а чаще всего мешает… Все должны быть на своём месте».
Только 22 августа власти официально признали гибель моряков «Курска». Но, по словам главы правительственной комиссии по расследованию причин аварии, вице-премьера Ильи Клебанова, власти ещё 14 августа знали, что весь экипаж подводной лодки погиб. Тем не менее, Путин 16 августа заявил, что моряки делают всё возможное для спасения экипажа, а 20 августа опять повторил это на встрече с иерархами Русской православной церкви: «Моряки делают всё для спасения своих товарищей. К сожалению, иногда не мы, а события диктуют нам логику развития ситуации. Но до последней минуты мы будем делать всё для спасения всех, кого можно спасти. Будем бороться за жизнь каждого нашего моряка. И будем надеяться на лучшее».
22 августа Путин подписал указ о трауре «в связи с трагедией в Баренцевом море». В тот же день он приехал в Мурманскую область и встретился в посёлке Видяево с родственниками моряков подлодки «Курск», многие из которых всё ещё надеялись, что кого-то удастся спасти. Лишь во время этой беседы Путин впервые сообщил, что в лодке была «очень большая пробоина» (но и это было сказано не для публики; встречу на диктофон записали и затем опубликовали журналисты «Коммерсанта»).
8 сентября Путин дал интервью ведущему CNN Ларри Кингу. В ответ на вопрос, что же случилось с «Курском», Путин ответил: «Она утонула».
15 сентября 2000 года думская фракция СПС совместно с фракциями Яблоко и ОВР выступила за создание комиссии по парламентскому расследованию катастрофы подводной лодки «Курск». Но для реализации этого предложения не хватило 100 голосов депутатов, хотя большинство их проголосовало в поддержку инициативы.
5 октября 2020 года в широком доступе появилась стенограмма переговоров Путина с президентом США Биллом Клинтоном. Последний выразил соболезнования российскому лидеру, в ответ Путин выразил свои опасения по поводу возможной неправильной реакции общественности:
Хорошего выбора у меня не было. Я оказался в ловушке между плохими и худшими вариантами. Мне говорили, что если бы я сразу спустил туда маленькую подводную лодку и хотя бы попытался спасти парней, мои рейтинги выросли бы. Нельзя позволять делать что-то подобное ради пиара. Нужно отдавать приоритет реальному спасению людей. Как ни странно, последующие опросы показали, что этот инцидент не повлиял на моё положение. Но я очень боюсь, что нечто подобное может повториться.
В соответствии с указом президента РФ от 26 августа 2000 года № 1578 командиру корабля посмертно присвоено звание Героя Российской Федерации, а все остальные находившиеся на борту были посмертно награждены орденом Мужества.

## Критика роли властей в ситуации с «Курском»
2 сентября 2000 года тележурналист Сергей Доренко посвятил почти часовую авторскую программу гибели подводной лодки «Курск», в которой указал места, где президент Владимир Путин солгал о катастрофе и о спасательной операции. После программы Сергей Доренко был уволен с телеканала ОРТ, а программа была снята с эфира. Этот репортаж был последним на телевидении в жизни Сергея Доренко. Журналист Евгений Киселёв назвал этот последний репортаж Сергея Доренко журналистикой самой высокой пробы и профессиональным самоубийством.
В 2018 году в интервью «РИА Новости» Владимир Путин сказал, что ему не сообщали подробности учений, проходивших в Баренцевом море, а лишь доложили о потере подводной лодки. По словам Путина, трагедия «Курска» наглядно продемонстрировала критическое состояние Вооружённых сил Российской Федерации в последнее десятилетие.

## Официальная версия гибели

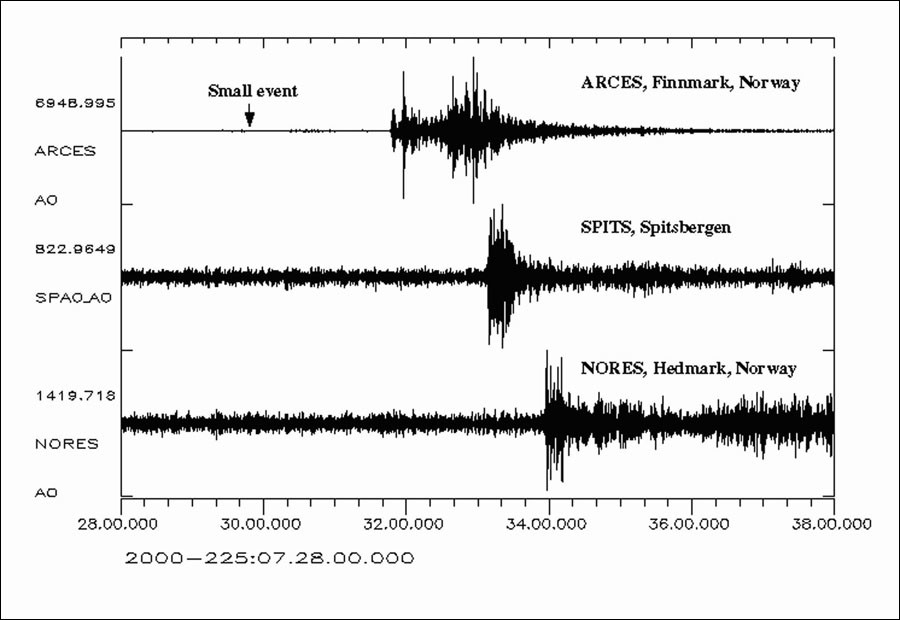
Данные сейсморазведки Норвежского управления по радиационной защите (NORSAR), полученные с трех станций мониторинга взрыва на подводной лодке «Курск» 12 августа 2000 года.

В 2002 году главком ВМФ России Владимир Куроедов сообщил, что в ходе подготовки командованием был допущен ряд нарушений, которые не способствовали благоприятному проведению учений, но при этом не являлись причиной аварии.

### Взрыв учебной торпеды
Официальный отчёт, подготовленный в 2002 году генеральным прокурором Устиновым: из-за неправильного обслуживания торпеды 65-76А («Кит») (серийный № 1336А) в 11 часов 28 минут 26 секунд по московскому времени произошёл её взрыв в торпедном аппарате № 4. Причиной взрыва стала утечка компонентов топлива торпеды (пероксид водорода), а последовавшие затем химические реакции привели к возгоранию паров керосина и, как следствие, — подрыву боевой части торпеды. Через 2 минуты пожар, возникший после первого взрыва, повлёк за собой детонацию торпед, находившихся в первом отсеке лодки. Второй взрыв привёл к разрушениям нескольких отсеков подводной лодки.
Торпеды указанного типа на момент катастрофы считались небезопасными. По словам председателя Санкт-Петербургского клуба моряков-подводников ВМФ Игоря Курдина, взорвавшаяся торпеда была изготовлена в составе серии из десяти единиц, которую признали бракованной — текли сварные швы резервуаров — их отозвали на завод для устранения недостатков. Однако в предписании говорилось «отозвать боевые торпеды», тогда как одна из них числилась «учебной» и поэтому не была возвращена на завод; позже она была подана на «Курск».

### Доклад вице-адмирала Рязанцева
По версии вице-адмирала В. Д. Рязанцева, входившего в правительственную комиссию по расследованию причин и обстоятельств катастрофы ПЛ «Курск», причиной первого взрыва так называемой «толстой» торпеды 65-76 ПВ стало её пополнение необезжиренным воздухом высокого давления 11 августа 2000 года, которое было произведено экипажем лодки, не проинструктированным перед походом правилам обращения с нештатной для «Курска» и давно снятой с вооружения ВМС химической торпедой на сильных окислителях. Все служебные документы, якобы подтверждавшие требуемый уровень подготовки экипажа подлодки к эксплуатации таких нештатных торпед, оказались с поддельными подписями. До 2 августа необезжиренный воздух не мог попасть в резервуар окислителя нештатной торпеды, так как практическая торпеда была на стеллаже, запирающий воздушный клапан на ней закрыт, а на воздушном курковом кране «Курска» установлены предохранительные устройства. Неконтролируемая реакция разложения перекиси водорода началась после загрузки торпеды в торпедный аппарат.
Из-за недостатка конструкции переоснащённых подлодок этого класса экипаж для предотвращения повышения давления в 1-м отсеке при залповой стрельбе торпедами оставляет открытыми захлопки системы общесудовой вентиляции, в результате чего ударная волна от взрыва торпеды 65-76 ПВ попала во 2-й отсек, и весь личный состав командного отсека получил тяжёлые контузии и оказался в неработоспособном состоянии.
По версии Валерия Рязанцева, второй взрыв произошёл из-за столкновения АПЛ с грунтом, а не в результате объёмного пожара в первом отсеке — АПЛ К-141 «Курск», с заполненным водой первым отсеком, на скорости около 3 узлов, с дифферентом на нос 40-42 градуса на глубине 108 метров столкнулась с грунтом. Торпедные аппараты № 1, 3, 5 и 6 с боевыми торпедами, снаряжёнными взрывателями, смялись и разрушились, что стало причиной взрыва боевых торпед.
Игорь Курдин в интервью радио «Свобода» рассказал, что В. Д. Рязанцев, входя в состав комиссии, по сути являлся независимым экспертом и провёл собственное расследование обстоятельств катастрофы. И после того, как 25 ноября 2001 года генеральный прокурор Устинов представил его доклад президенту, в течение трёх часов был подписан указ об увольнении семнадцати офицеров Северного флота и Генерального штаба ВМФ, включая нескольких адмиралов с формулировкой «за упущения в организации боевой подготовки».

## Опровергнутые версии гибели
На начальных этапах расследования рассматривались 18 рабочих версий произошедшей катастрофы. Основными считались шесть из них:
- попадание торпеды или ракеты с другого корабля, боевой или учебной;
- столкновение с подводным или надводным кораблём;
- диверсия;
- террористический акт;
- подрыв на мине времён Великой Отечественной войны;
- нештатная ситуация с вооружением «Курска».

### Торпедирование боевой торпедой

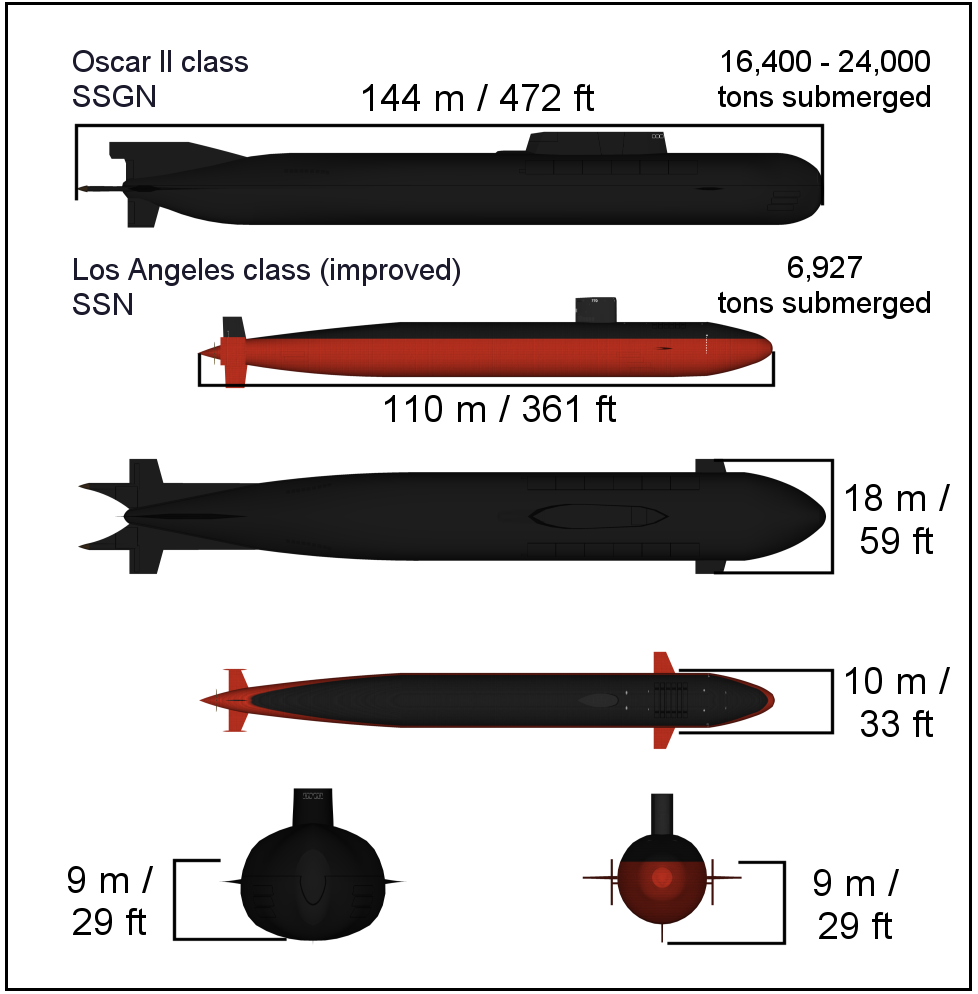
Сравнение размеров «Курска» (обозначен как Oscar II class) и «Толедо» (обозначена как Los Angeles class)

Версия о том, что «Курск» был торпедирован американской подводной лодкой, не была поддержана официальным расследованием. Французский режиссёр Жан-Мишель Карре в своём фильме «Курск. Подводная лодка в мутной воде» (фр. Koursk: un sous-marin en eaux troubles), который был показан 7 января 2005 года на французском телевидении France 2, утверждает, что «Курск» был торпедирован американской подводной лодкой «Мемфис». Согласно его версии, «Курск» выполнял показательный выстрел новой торпеды «Шквал» — за этими испытаниями наблюдали с двух американских подводных лодок «Мемфис» и «Толедо». «Толедо» шёл в опасной близости под прикрытием «Мемфиса», который находился «в тени». В какой-то момент «Курск» и «Толедо» столкнулись, и, чтобы предотвратить выстрел «Курска» по «Толедо» (предполагается, что было услышано открытие трубы торпедного аппарата «Курска»), «Мемфис» открыл огонь торпедой Mk-48 по «Курску». Карре утверждает, что президент России Владимир Путин преднамеренно скрыл правду о том, что случилось, чтобы не допустить резкого ухудшения отношений, а, возможно, и военного конфликта с США. Этой же версии придерживаются канадские документалисты, некоторые отставные военные и даже националистические организации.
Версии о торпедировании американской торпедой придерживается и капитан 1 ранга в отставке Кулинченко.
Против этой версии приводится аргумент, что характерный шум хода торпеды был бы обязательно зафиксирован гидроакустиками находящихся рядом кораблей.

### Торпедирование учебной торпедой
По мнению технического эксперта Юрия Антипова, известные факты говорят о возможном случайном торпедировании «Курска» учебной подводной ракетой «Шквал», выпущенной самим «Курском». Согласно этой версии, после запуска учебной ракеты она отрикошетила от неустановленного объекта (возможно — учебной цели или подводной лодки ВМФ США) и развернулась по направлению к «Курску». Капитан «Курска» дал команду на экстренное погружение, чтобы избежать удара торпеды, но подводная лодка не успела уйти с траектории торпеды. После попадания в подводную лодку учебная торпеда, не имеющая боезаряда, привела к детонации торпедного отсека за счёт своей значительной кинетической энергии.

### Мина времён Второй мировой войны
Вице-премьер Илья Клебанов высказал версию столкновения «Курска» с противокорабельной миной времён Великой Отечественной войны, что, возможно, привело также к детонации торпеды. Изначально эта версия называлась среди трёх рассматриваемых причин гибели, однако позже Клебанов сменил своё мнение на противоположное, а версия с морской миной была отвергнута.

### Столкновение с подводной лодкой
Один из членов государственной комиссии, который принимал эту подлодку от промышленности, капитан первого ранга Михаил Волженский считает, что торпеду в аппарате могло заклинить из-за сильного механического удара по корпусу лодки. Волженский считает наиболее вероятной причиной катастрофы столкновение с иностранной подводной лодкой. По его мнению, «скользящий удар рулевого пера (горизонтальных рулей) мог привести к сильной деформации торпедных аппаратов „Курска“».
Торпеды УСЭТ-80 и 65-76, как правило, заряжают в правые торпедные аппараты (ТА). При столкновении под острым курсовым углом с иностранной АПЛ первым был бы повреждён правый внешний ТА калибра 650 мм, в котором лежала практическая торпеда 65-76. При скорости относительного встречного сближения подлодок около 20 узлов (10 м/с), этот ТА был смят вместе с торпедой за одну секунду. За эту секунду в замкнутом объёме соединились весь запас топлива (керосин) и окислителя (перекись водорода), что привело к взрывному воспламенению, усиленному взрывом порохового ускорителя, установленного в хвостовой части торпеды. Давление корпуса иностранной АПЛ от головы торпеды к её хвостовой части направило этот взрыв (эквивалентный взрыву 150 кг тротила, по данным норвежской сейсмической станции) на заднюю крышку ТА, которая была вырвана, и форс огня ударил в первый отсек, что мгновенно привело к пожару.
Командующий Северным флотом, в состав которого входил «Курск», адмирал Попов также высказал уверенность в подобной версии. По его словам, неустановленная ПЛ неумышленно ударила «в самое уязвимое место этого проекта подводной лодки», в результате чего АПЛ, потеряв плавучесть, с большой скоростью и дифферентом ударилась о грунт, где и произошёл взрыв боезапаса торпед. В ноябре 2021 года Попов заявил, что «Курск» столкнулся с подлодкой НАТО. По его словам, он «с вероятностью 90 % знает её название», но не имеет доказательств этой информации, необходимых для её обнародования. Мнение В. А. Попова разделял и занимавший на момент катастрофы должность начальника штаба Северного флота Герой России вице-адмирал М. В. Моцак.
По мнению Игоря Курдина, версия адмирала Попова противоречит установленным фактам и не имеет доказательной базы. В частности, нет свидетельств повреждения корпуса «Курска» от столкновения и следов нахождения иностранной подлодки в районе гибели «Курска».

### Попадание ракеты
Капитан первого ранга Александр Лесков, указывая на то, что подводная лодка такого размера не имела права находиться под водой в этом месте из-за малой глубины моря, выдвинул предположение, что лодку поразила ракета класса «земля-земля». Однако председатель Санкт-Петербургского клуба моряков-подводников капитан 1-го ранга Игорь Курдин заявил о несуразности подобной гипотезы.
8 сентября 2000 года в газете «Berliner Zeitung» появилась статья с версией о том, что «Курск» был потоплен случайным попаданием ракеты П-700 «Гранит», снабжённой новой боеголовкой, предназначенной для поражения подводных целей, запущенной с атомного ракетного крейсера «Пётр Великий». Ракета попала в борт АПЛ при всплытии Курска из-за проблем с торпедой. Начавшийся пожар заставил детонировать другие торпеды, вызвав серию взрывов.

### Террорист-смертник
Сайт «Кавказ-центр» распространял в первые дни сообщение о том, что взрыв в субмарине был вызван террористом-смертником из Дагестана. По этой версии, под подозрение мог попасть прикомандированный к экипажу на время похода гражданский специалист завода «Дагдизель» Мамед Гаджиев, уроженец Дагестана, находившийся в I отсеке. Однако следствие установило невиновность Гаджиева, назвав заявление «Кавказ-центра» актом пропаганды.

## Расследование
14 августа по указанию президента В. В. Путина для расследования причин гибели АПЛ «Курск» была создана Правительственная комиссия во главе с заместителем председателя Правительства РФ И. И. Клебановым. В ряде организаций были созданы рабочие группы: в 1 ЦНИИ Минобороны России, в ЦНИИ «Гидроприбор», в РНЦ «Прикладная химия», В ЦНИИ им. академика А. Н. Крылова, в НИЦ БТС Минобороны России, позднее в РФЯЦ ВНИИЭФ и др. Координировал работу штаб из ведущих специалистов ЦКБ МТ «Рубин».
Ко времени установления местоположения АПЛ были проанализированы гидроакустические сигналы, сопровождавшие аварию.
В сентябре 2000 года все российские корабли, участвовавшие в учениях, были осмотрены у пирса с внешней надводной и внутренней подводной сторон. Запросы о возможном участии иностранных объектов были направлены, однако разрешения на осмотр предполагаемых объектов получено не было.
В 2000 году было проведено несколько обследований затонувшей подводной лодки:
- детальное обследование 3-15 сентября с участием спасательного судна «Михаил Рудницкий» с глубоководными аппаратами АС-34 и АС-36[2], 24 сентября — 2 октября с помощью глубоководных обитаемых аппаратов «Мир-1» и «Мир-2» с научно-исследовательского судна «Академик Мстислав Келдыш»[2],
- 20 октября — 8 ноября — необитаемыми подводными аппаратами и водолазами норвежской компании Halliburton AS с платформы «Regalia»[2].

В 2001 году для обследования поднятого «Курска» была создана следственная группа в составе 43 человек. В полном составе группа собралась 27 сентября, её основу составляли следователи, работавшие с момента возбуждения уголовного дела. С 27 сентября по 22 октября группа проходила специальную подготовку, в её распоряжение была предоставлена подводная лодка этого же проекта вместе с экипажем. В процессе подготовки за следователями закреплялся определённый отсек, также отрабатывалось перемещение в противогазах и с газовыми баллонами за спиной.
К осмотру поднятого Курска были привлечены около 50 специалистов ЦКБ МТ «Рубин», а также командиры отсеков с подводных лодок этого же проекта.
По словам одного комментатора, после подъёма в отсеках стоял сильный запах, в некоторых отсеках была большая концентрация угарных газов. 9-й отсек по пояс был заполнен мазутом, водой и прочими веществами, 5-й и 6-й были относительно чистые, там практически отсутствовали вода и угарный газ.
В переборках между отсеками есть герметичные межпереборочные стаканы, предназначенные для сохранения предметов в случае непредвиденных ситуаций. Между 8-м и 9-м отсеками их было два, в обоих оказались только предусмотренные регламентом чистые листы бумаги с карандашами.
Следствием устанавливалась причина, по которой спасательный аппарат не смог присосаться к площадке в районе 9-го отсека, в день проводилось до 6-7 экспериментов по присосу. Этой причиной стали сколы «зеркальной» площадки.
Было установлено, что в 4-м отсеке находилось больше людей, чем там должно было находиться.
НИЦ БТС была выдвинута версия об аварийном взрыве топлива двигателя торпеды калибра 650 мм внутри торпедного аппарата, как первопричине последовавшего пожара, вызвавшего взрыв боезапаса. Эта версия была включена в перечень основных, наряду с навигационной и подрыве на мине времён Второй мировой войны.
Многочисленные эксперименты, проведённые РНЦ «Прикладная химия», показали, что причиной первого взрыва стала разгерметизация топливных резервуаров торпеды после её погрузки в торпедный аппарат с последующим вытеканием керосина и перекиси водорода, самовозгоранием смазки, капроновых направляющих дорожек аппарата, лакокрасочного покрытия торпеды, взрыва перегревшегося резервуара с перекисью водорода. В результате первого взрыва оторвавшаяся задняя крышка торпедного аппарата со скоростью 200 м/с вылетела в первый отсек и разрушила боевую торпеду, образовавшаяся газовая смесь керосина, его паров и воздуха сдетонировала.
Уголовное дело, возбуждённое 23 августа 2000 года по признакам преступления, предусмотренного ч. 3 ст. 263 УК РФ, было прекращено в августе 2002 года.

### Журналы и самописцы
По словам главкома ВМФ РФ Владимира Куроедова, в 5-м отсеке атомохода, где находился пульт управления главной энергетической установкой «Курска», обнаружен самописец и сильно повреждённая водой вахтенная документация. По его словам, вёлся поиск самописца и вахтенной документации в 3-м отсеке, где находились боевые посты радистов, химиков и радиометристов. Расшифровку 22 кассет магнитофонных записей с атомохода «Курск» выполняли специалисты петербургского «Центра речевых технологий».
Было установлено, что в день аварии была отключена аппаратура магнитофонной записи «Снегирь», записывающая переговоры по громкой связи, соответствующий тумблер находился в положении «выключено». По регламенту, во время подготовки учебной атаки аппаратура «Снегирь» должна быть включена. Также выяснилось, что на атомоходе не была включена сигнализация аварийного буя и несколько лет была отключена система аварийного выброса антенны. С аварийного буя не было снято заводское крепёжное устройство, которое не позволило бую всплыть.
Были обнаружены журналы центрального атомного поста, черновой вахтенный журнал, вахтенные журналы управления левого и правого борта АПЛ. Записи об аварийной обстановке или нештатной ситуации в них отсутствовали. Также были обнаружены три записки подводников. На основании одной из записок было сделано предположение об отсутствии света и о задымлённости 9-го отсека.

### Идентификация погибших
В течение года часть следователей собирала идентификационные признаки, опрашивая родственников, друзей, сослуживцев погибших подводников, запрашивая сведения из медицинских учреждений, вплоть до детских поликлиник. Было собрано 9 томов. Судебным медикам также были предоставлены медицинские книжки, обнаруженные в 4-м отсеке.
На 19 декабря извлечено 73 и опознано 65 тел погибших подводников.
В феврале 2002 года было сообщено об опознании командира экипажа капитана 1-го ранга Геннадия Лячина и старшего в походе — начальника штаба седьмой дивизии Северного флота капитана 1-го ранга Владимира Багрянцева.
К 20 марта 2002 года удалось обнаружить и опознать тела 115 погибших подводников. Тела двух матросов — Дмитрия Коткова и Ивана Нефедкова, а также главного специалиста «Дагдизеля» Мамеда Гаджиева обнаружить не удалось.
По заключению криминалистической медицинской экспертизы, находившиеся в 9-м отсеке подводники погибли от острого отравления окисью углерода в течение 7-8 часов после катастрофы.

#### Критика расследования
Адвокат Б. А. Кузнецов в 2002—2005 годах представлял интересы потерпевших по уголовному делу «О гибели АПРК „Курск“ и членов его экипажа». Им были подвергнуты резкой критике результаты официального расследования обстоятельств катастрофы. Кузнецов считал, что если бы российские власти сразу же обратились за иностранной помощью, то спасли бы тех 23 моряков, которые находились в девятом отсеке. В то же время он согласился с выводами расследования о том, что на лодке произошёл взрыв торпед, и отверг версию о её столкновении с американской субмариной.
По словам эксперта Дмитрия Власова, в своей последней записке Дмитрий Колесников указывал, что после того, как оставшиеся в живых члены экипажа не смогли открыть крышку аварийно-спасательного люка, один из матросов начал выстукивать по контактировавшему с водой люку сигналы SOS. На «Петре Великом» эти сигналы слышали, но приняли их за сигналы с другой субмарины, выдвинув позднее версию, что «Курск» столкнулся с зарубежной подлодкой, вместо того, чтобы развернуть все силы флота на поиск подлодки.

### Разрушения
Первый взрыв вызвал интенсивный пожар в первом отсеке, ударная волна прошла во второй отсек. По трубопроводам вентиляции запах гари был заброшен в другие отсеки.
Вторым взрывом была срезана переборка между первым и вторым отсеками (22-й шпангоут), которая, двигаясь как поршень, сминала оборудование и 22-мм настилы. Вторая ударная волна была остановлена лишь кормовой переборкой 5-бис отсека. Переборка была выгнута дугой, но выдержала.

## Память
23 августа 2000 года в России был объявлен днём общенационального траура по погибшим.
12 августа 2002 года в 11:00 у здания Центрального музея Вооружённых сил был открыт памятный знак в честь экипажа «Курска». Авторы — народный художник СССР капитан 1 ранга Л. Кербель и главный архитектор Москвы И. Воскресенский.
8 октября 2002 года, в годовщину окончания работ по подъёму АПЛ «Курск», в особняке Боссе на 4 линии Васильевского острова в Санкт-Петербурге была открыта интерактивная выставка, посвящённая трагедии «Курска».
Организатором и художественным руководителем экспозиции выступил Виталий Федько. В проекте безвозмездно приняли участие и другие жители Санкт-Петербурга, «люди откликнулись сердцем», Александр Розенбаум предоставил площади особняка Боссе, Евгений Фёдоров сочинил музыку, комментарии написал руководитель экспедиции, начальник штаба Северного Флота, вице-адмирал Михаил Моцак, куратором выступил театральный режиссёр Роман Смирнов.
Экспозиция представляла собой сложный дизайн-проект, помещение было оформлено как борта лодки, на которых проявлялись фотографии, сделанные во время операции подъёма, на экранах демонстрировались уникальные кадры операции, снятые съёмочной группой киностудии «Корона Фильм». На выставке также были представлены реальные вещи с подлодки и её макет. «Посредством этих свидетельств, а также света, музыки, пространства авторы стремились передать высокий дух и атмосферу человечности, без которых эта уникальная операция была бы не осуществима».

Часть АПЛ «Курск» как памятник в Мурманске

Фрагмент рубки АПЛ «Курск» был 15 июня 2009 года установлен в Мурманске на смотровой площадке у храма Спаса на Водах, а 26 июля того же года состоялось открытие памятника, ставшего частью мемориала «Морякам, погибшим в мирное время».
В память о подводной лодке были установлены памятники и в других городах:

Мемориал в Видяево

- В Северодвинске — городе, где был построен корабль.
- В ЗАТО Видяево, относящемуся к порту-приписке АПЛ, где проходят ежегодные памятные мероприятия, установлен «Мемориал подводникам, погибшим в океане».
- В Санкт-Петербурге на Серафимовском кладбище установлен мемориал памяти АПРК «Курск» работы архитектора Геннадия Пейчева.
- В Сестрорецке в память о моряках «Курска» устроена часовня святителя Николая Чудотворца. Она была заложена 17 сентября 2000 года и освящена 16 сентября 2001 года (архитектор И. Надеждин).

Мемориал в Москве

- Мемориал экипажу атомного подводного крейсера «Курск» — в Москве напротив Музея Вооружённых сил.
- В Курске — на территории Мемориала Победы и Аллеи Подводников.

Курск. Аллея подводников (изготовлен из фрагментов корпуса подлодки)

Иллюминатор с подлодки Курск в Центральном музее Вооружённых Сил в Москве

- В городе Емва (Республика Коми) на здании по улице Первомайская, 26 — мемориальная табличка в честь погибшего моряка Алексея Ларионова, проживавшего в этом доме

В Воронеже на Коминтерновском кладбище

- В 2008 году в Нижнем Новгороде на кладбище Марьина роща, где похоронены трое моряков-нижегородцев[75].
- В Севастополе на кладбище Коммунаров.
- В Заозёрскe (Мурманская область) установлен памятник.
- В селе Лоскутово Кировского района Томска в конце 2000 года открылась мемориальная доска, посвящённая памяти Александра Неустроева. В 1997 году Александр был призван в армию и по личной инициативе направлен для прохождения службы на АПЛ «Курск»[76].
- В деревне Герасимово Суворовского района Тульской области построена часовня, которая посвящена памяти погибших на «Курске» моряков. При входе находится траурная мемориальная доска, а внутри стенд с фотографиями 118 подводников. 12 августа 2003 года рядом был открыт памятник погибшим подводникам — якорь, специально присланный для этого командованием ВМФ[77].

На кладбище Коммунаров в Севастополе

- В 12-й североморской школе, в которой учился старший мичман Сергей Чернышов, установлена мемориальная доска[78].
- Пригородный электропоезд ЭД4М-0107 локомотивного депо «Раменское» Московской железной дороги, отправляющийся с Казанского вокзала Москвы, носит имя «Имени экипажа АПЛ „Курск“»[79]. В июле 2012 года после ТР-3М в ТЧ-7 Раменское МСК перекрашен в корпоративные цвета ОАО «РЖД»[80].
- В Крыму одна из пещер на плато Ай-Петри носит название «Памяти подводников Курска».
- В честь командира АПЛ «Курск» Г. П. Лячина названа средняя общеобразовательная школа № 85 города Волгограда, в которой открыт музей в память о её бывшем выпускнике. 18 мая 2001 года на здании школы открыта мемориальная доска.
- Средняя школа № 134 в Санкт-Петербурге названа именем Сергея Дудко, одного из членов экипажа погибшей субмарины.
- Средняя школа в с. Клименки (Вейделевский район, Белгородская область) носит имя мичмана АПРК «Курск» Павла Викторовича Таволжанского, учившегося в этой школе. В 2014 году на территории образовательного учреждения открыт памятный бюст земляка-подводника.
- Средняя школа № 29 г. Белгорода носит имя капитана третьего ранга Дмитрия Борисовича Мурачева — командира дивизиона движения атомного подводного крейсера «Курск».
- Средняя школа № 37 в посёлке Дачный, город Липецк, носит имя старшего мичмана В. А. Козадёрова, учившегося в этой школе.
- Средняя школа № 2 г. Кировска Ленинградской области носит имя матроса Сергея Витченко, учившегося в этой школе.
- В Курской области Железногорского района в с. Трояново средняя общеобразовательная школа носит имя героя РФ Геннадия Лячина.
- На здании средней школы № 11 в г. Марганец (Днепропетровская область, Украина), где учился Виктор Белогунь — капитан 2 ранга-инженер, зам. НЭМС 7-й дивизии АПЛ, установлена мемориальная доска его памяти.
- В станице Багаевской Ростовской области, на Родине старшего мичмана Сергея Калинина, его именем названа средняя школа № 3, где он учился.
- На здании школы № 18 г. Котлас Архангельской области, где учился трюмный машинист «Курска» Алексей Шульгин, 23 февраля 2007 года установлена мемориальная доска его памяти.
- На здании гимназии «Исток» в Великом Новгороде, где учился старший лейтенант Виталий Евгеньевич Кузнецов, инженер электротехнической службы, установлена мемориальная доска его имени.
- В здании средней школы № 1 г. Копейск Челябинской области, где учился погибший моряк-подводник Вадим Бубнив, была установлена мемориальная доска.
- В здании средней школы № 40 г. Череповец Вологодской области, где учился погибший моряк-подводник Руслан Тряничев, была установлена мемориальная доска.
- Стела на территории Высшего Военно-морского училища имени А. С. Попова, посвящённая погибшим выпускникам с АПЛ «Курск».
- Памятная доска в Калининграде на территории Балтийского Военного-морского института им. Ушакова.
- В посёлке Горки-25 Дмитровского района Московской области именем капитан-лейтенанта Сафонова М. А. — штурмана АПРК «Курск» — назван Клуб юных моряков, а на школе, в которой он учился в этом посёлке, установлена мемориальная доска.
- В городе Богородске Нижегородской области на доме 16 в третьем микрорайоне установлена мемориальная доска в память о мичмане Михаиле Александровиче Белове.
- В 2001 году в городе Пыть-Яхе Ханты-Мансийского автономного округа — Югре установлена мемориальная доска в память о моряке Алексее Коломийцеве, а в СОШ № 4, где он учился, действует музей.
- Памятник капитан-лейтенанту Сергею Логинову установлен в Энергодаре Запорожской области Украины.
- Памятная доска экипажу лодки на куске металла с обшивки АПЛ «Курск» на территории «Музея катастроф на водах» рядом с храмом Святителя Николая Мирликийского в Малореченском (Крым).
- 19 марта — в День моряка-подводника на здании Корежской школы была открыта мемориальная доска в память о выпускнике школы — мичмане Сергее Кислинском, погибшем на подводной лодке «Курск» 12 августа 2000 года.
- В 2001 году в селе Хрюг Ахтынского района Дагестана открыт памятник погибшему на «Курске» уроженцу села М. И. Гаджиеву, прикомандированному на АПЛ от ОАО «Дагдизель».
- 8 мая 2002 года на здании средней школы № 266 г. Снежногорск ЗАТО Александровск был установлена мемориальная доска памяти Дениса Кириченко, который окончил школу с отличием в 1993 году.

### «Курск» в культуре

#### Фильмы
Документальные фильмы:
- «Август» (2000, Россия, реж. Аркадий Мамонтов),
- «Курск» («Kursk»)(2000, Норвегия, реж. Ойстен Боген),
- «Подъём Курска» (2001, реж. Виталий Федько),
- «Семья капитана» (2002, реж. Вит. Федько). Фильм вошёл в тройку самых рейтинговых документальных программ Франции последних лет[81],
- «Проект 949: Одиссея атомной подводной лодки» (2002, реж. Вит. Федько). Фильм удостоен Гран-при «Золотой Якорь» на 34-м Международном кинофестивале в Тулоне[81],
- «Курск: подводная лодка в мутной воде» («Koursk: Un Sous-Marin en Eaux Troubles»)(2004, Франция, реж. Жан-Мишель Карре),
- «На грани жизни» (из цикла передач «Морская Сила России», реж. Вит. Федько, 2007). 3-е место на фестивале «Море Зовёт» 2009 г.[82],
- «Правда о „Курске“» (2005, реж. Андрей Селиванов, по книге Владимира Устинова)
- «Курск: 10 лет спустя» (2010, реж. Аркадий Мамонтов),
- «Катастрофа российской атомной подводной лодки» («Russia’s Nuclear Sub Nightmare»)(из документального сериала «Секунды до катастрофы» («Seconds From Disaster»)(2006, National Geographic Channel, США).
  - В фильме представлены интервью Ольги Колесниковой, вдовы Дмитрия Колесникова, и лорда Траскотта[англ.], специального советника правительства Великобритании по вопросам связи с Россией, который проводил собственное расследование катастрофы.
- «АПЛ Курск. Удар в спину». Творческий фильм-версия В. Негреба. Вып. 16 апреля 2018 года.
- «Неудобная правда о гибели „Курска“». Фильм Алексея Пивоварова (Youtube-канал «Редакция», 23 августа 2019)[83].
- «Курск. Десять дней, которые потрясли мир». Выпущен 15 августа 2020 года[84].

Художественные фильмы:
- «Курск» (2019, Франция, Бельгия), реж. Томас Винтерберг

#### Музыкальные произведения
Гибели корабля посвящено множество песен самых различных исполнителей, также в память о катастрофе названа финская группа KYPCK.
- Юрий Шевчук — «Капитан Колесников» (2007)[85];
- Альбом Жанны Бичевской «К-141» (11 композиций)(2004)[86];
- Александр Городницкий — «Памяти АПЛ „Курск“» (2003);
- Гарик Сукачёв — «Гибель Курска» (2003);
- Разные Люди — «Субмарина» (2002);
- 7Б — «Субмарина» (2004);
- Stigmata — «Оставь надежду» (2007);
- Matt Elliott — «The Kursk»;
- Mogwai — «Travel Is Dangerous»;
- Digimortal — «Сто ночей»;
- A Wilhelm Scream — «Kursk»;
- Explosions In The Sky — «Six Days at the Bottom of the Ocean»[87];
- Nightmare — «K-141»;
- Александр Розенбаум — «Письмо»;
- Rainwill — «The Call of Despair (K-141 „Kursk“)»;
- Тёплая трасса — «Вода»;
- Инструкция по выживанию — «Океан»;
- Торба-на-Круче — «Океан»;
- Amatory — «Ангел 141» (2019);

А также многие другие песни малоизвестных исполнителей.

#### Спектакль
В августе 2007 года в Австралии состоялась премьера спектакля о трагической судьбе экипажа АПЛ «Курск». В основу театральной постановки легла пьеса австралийского драматурга Александра Яновича. Режиссёр и сценограф спектакля — Майкл Футчер. В конце спектакля звучала композиция в исполнении Бориса Гребенщикова.
Иногда указывается на связь фильма Владимира Хотиненко «72 метра» и трагедии «Курска». Это не совсем верно, так как рассказ Александра Покровского, лёгший в основу этого фильма, был написан задолго до этих событий. Тем не менее, фильм был снят после катастрофы «Курска» и его сюжетные линии выходят далеко за пределы рассказа.

#### Интервью с детьми погибших подводников Курска
12 августа 2022 года вышел спецпроект издательского дома «Коммерсантъ», в котором журналисты взяли интервью у четверых детей подводников атомной подводной лодки «Курск».